# Gods and Generals
Gods and Generals je druhé studiové album švédské heavymetalové hudební skupiny Civil War. Vydáno bylo 6. května 2015 prostřednictvím společnosti Napalm Records. Skupina album nahrála s producentem Peterem Tägtgrenem, který se také postaral o smíchání desky. Na albu se objevili celkem tři kytaristé, k původním dvěma se totiž v roce 2014 přidal Petrus Granar. Po skončení nahrávání ale skupinu opustili kytarista Oskar Montelius a baskytarista Stefan Eriksson.

## Seznam skladeb
| Pořadí         | Název                   | Délka |
| -------------- | ----------------------- | ----- |
| 1.             | War of the World        | 5:14  |
| 2.             | Bay of Pigs             | 5:34  |
| 3.             | Braveheart              | 3:24  |
| 4.             | The Mad Piper           | 4:58  |
| 5.             | USS Monitor             | 3:42  |
| 6.             | Tears from the North    | 4:19  |
| 7.             | Admiral over the Oceans | 4:50  |
| 8.             | Back to Iwo Jima        | 5:13  |
| 9.             | Schindler's Ark         | 5:32  |
| 10.            | Gods and Generals       | 5:22  |
| 11.            | Knights of Dalecarlia   | 4:32  |
| 12.            | Colours on My Shield    | 3:21  |
| Celková délka: | Celková délka:          | 56:01 |

## Obsazení
- Nils Patrik Johansson – zpěv
- Rikard Sundén – kytara
- Oskar Montelius – kytara
- Petrus Granar – kytara
- Stefan Eriksson – baskytara
- Daniel Mÿhr – klávesy
- Daniel Mullback – bicí

Technická podpora
- Peter Tägtgren – mix, produkce